# SR-Klasse 4DD
Als Klasse 4DD werden die beiden doppelstöckigen elektrischen Triebzüge bezeichnet, welche die Southern Railway herstellen ließ und die 1949 von den British Railways in Betrieb genommen wurden. Die Fahrzeuge wurden von Oliver Bulleid entworfen und besaßen als Besonderheit ineinander geschachtelte Personenabteile. Die 4DD wurden 1971 außer Dienst gestellt.  Die beiden Motorwagen der Triebzüge sind noch erhalten, nicht aber die dazugehörenden Personenwagen.

## Geschichte
Die Southern Railway hatte um Dartford nach dem Zweiten Weltkrieg durch den Fahrgastzuwachs ein Platzproblem in den Pendlerzügen. Die achtteiligen Elektrotriebzüge (Klasse 405) waren regelmäßig überbelegt. Da aber auch die Bahnsteiglänge beschränkt war, versuchte man das Problem mit Erhöhung des Fassungsvermögens zu lösen. Da aber das enge englische Lichtraumprofil keine Doppelstockwagen zulässt, musste zu einem Trick gegriffen werden, um bei gleicher Zuglänge mehr Sitzplätze anbieten zu können. Dies wurde erreicht, indem zwischen zwei Abteile mit englischer Türanordnung ein erhöhtes Abteil angeordnet wurde. Dadurch erreichte man eine 50 % höhere Anzahl an Sitzplätzen als bei normaler, einstöckiger Anordnung. Man saß in dem erhöhten Abteil über den Sitzen des darunter liegenden Abteils. Der Zugang zum erhöhten Abteil erfolgte über eine Treppe von einem darunterliegenden Abteil. Die Fenster des oberen Abteils mussten aber aus Sicherheitsgründen fest ausgeführt werden und waren mit einer Zwangsbelüftung versehen. Mit dieser Lüftung erreichte man aber kein zufriedenstellendes Klima und es gab deswegen auch immer wieder Reklamationen. Auch erhöhte sich die Standzeit am Bahnsteig um 38 %, da gegenüber der einstöckigen Version bis an die doppelte Anzahl von Personen eine einzelne Türe benutzen mussten. Auch waren die Fahrzeuge größer als das Regellichtraumprofil und sie durften somit nicht freizügig eingesetzt werden. Daher blieb es bei diesen zwei Kompositionen und stattdessen beschaffte man verlängerte, einstöckige Zugkompositionen (Klasse 415/6), die um einen Wagen verlängert waren, womit man Zehn-Wagen-Kompositionen bilden konnte.
Die Triebwagen hätten zwar in Vielfachsteuerung auch mit andern einstöckigen Triebwagen verkehren können, wegen der Betriebseinschränkungen verkehrten sie aber in der Regel zusammen als 8-Wagen-Komposition, und dies auch nur auf den Strecken um Dartford.

## Aufbau
Zwei Triebwagen bildeten mit jeweils zwei Wagen eine vierteilige Einheit, wobei allerdings nur der Triebwagen auf einer Seite einen Führerstand besaß, und somit auf einen zweiten Triebwagen angewiesen war. Die Triebwagen hatten neben einem Multifunktionsabteil (Gepäck und Passagiere), 5 untere und 4 obere Abteile, die Personenwagen 7 untere und 6 oberen Abteile. Ein Halbzug bot somit 508 Sitzplätze. Die waren allerdings sehr eng, ging man doch von einer Belegung von bis zu 11 Personen in einem normalen Abteil aus.
Die Untergestelle der Fahrzeug entsprachen weitgehend den bisherigen Triebzügen, es wurden nur kleinere Räder eingebaut (3’ statt 3’2’’), nicht aber der Langträger zwischen den Drehgestellen abgesenkt. Die elektrische Ausrüstung war Unterflur angebracht.
Die Wagen hatten im Unterdeck eine Fußbodenhöhe von 1121 mm über Schienoberkante. Diese Höhe lässt sich zum Teil auch durch die Hochperons erklären.

### Zugbildung
| Kompositionsnummer | Motorwagen (DMBT) | Personen Wagen (TT) | TT    | DMBT  | Auslieferung   |
| ------------------ | ----------------- | ------------------- | ----- | ----- | -------------- |
| 4001 (später 4901) | 13001             | 13501               | 13502 | 13002 | September 1949 |
| 4002 (später 4902) | 13003             | 13503               | 13504 | 13004 | Oktober 1949   |